# Jacenty Lipiński
Jacenty Lipiński (ur. 15 marca 1948 w Radomsku, zm. 20 czerwca 2008) – działacz Solidarności Walczącej.

## Życiorys
Jacenty Lipiński urodził się 15 marca 1948 roku w Radomsku, ojciec Tadeusz Lipiński, matka Irena z domu Półrola.
Szkołę podstawową i liceum ukończył w Radomsku. W roku 1965 zaczął studia we Wrocławiu, na ówczesnym Wydziale Łączności Politechniki Wrocławskiej (teraz Wydział Elektroniczny). W marcu 1968 roku został usunięty z uczelni za udział w protestach studenckich. W roku 1969 zaczął pracę w dziale technicznym w Ośrodku Telewizji Polskiej we Wrocławiu. W 1974 roku ożenił się, a w 1976 roku przyszła na świat jego córka – Anna.
Od września 1980 roku był członkiem „Solidarności”. Od 13 grudnia 1981 roku, od początku stanu wojennego, działał w konspiracji w strukturach „Solidarności Walczącej” pod pseudonimem „Jacek”. Już od 14 grudnia 1981 roku rozpoczął pierwsze nasłuchy Służby Bezpieczeństwa i Milicji, za pomocą przekazanej mu radiostacji nadawczo-odbiorczej, którą Tadeusz Świerczewski z dr. Ryszardem Majem wynieśli z Akademii Medycznej we Wrocławiu. Po reaktywowaniu ośrodka TV Jacenty Lipiński powrócił do pracy, przeniósł się z magnetowidów do działu konserwacji, żeby uzyskać dostęp do specjalistycznych przyrządów pomiarowych. Początkowo przerabiał zakupione w „Bomisie” (sklep z przecenionymi artykułami elektronicznymi) głowice z pasma 174MHz na zakres UKF służący do podsłuchów Służby Bezpieczeństwa i Milicji. Potem w zakupionych odbiornikach radiowych marki „Julia” dokonał przeróbki, dostosowując je do nasłuchów SB. Odbiorniki te nie różniły się niczym od zwykłych, można ich było normalnie używać jak zwykłe radia ale po jednoczesnym wciśnięciu trzech odpowiednich klawiszy, zmieniało się pasmo odbieranych częstotliwości i w głośniku pojawiały się rozmowy Milicji i Służby Bezpieczeństwa. Rozmowy te były nagrywane przez Jana Pawłowskiego i przekazywane do analizy powstałej w 1982 roku „Solidarności Walczącej”. Współpracował też z zespołem „Z Dnia na Dzień” zabezpieczając drukarnię poprzez podsłuchy Służb Bezpieczeństwa.
W styczniu 1982 roku Jacenty Lipiński wspólnie z Tadeuszem Świerczewskim, Leszkiem Kiejno i Ryszardem Wroczyńskim dokonali, za pomocą amerykańskiego satelity Oscar 7, transmisji „Apelu do Narodów Świata” alfabetem Morse'a w języku polskim i angielskim. Poprzez satelitę "OSKAR" dowiadywano się też, co się dzieje w Warszawie i Gdańsku. Tadeusz Świerczewski zbierał informacje i przekazywał łącznikowi. W mieszkaniu łącznika Tomka Wąsowicza przy ul. Bacciarellego Jacenty Lipiński nadawał informacje na Zachód.
Od 1983 rozpracowywany przez Wydz. II WUSW we Wrocławiu w ramach SOR krypt. Kanał.
Aresztowany 29 lutego 1984 roku. Przebywał w areszcie do 25 lipca 1984 roku, kiedy to został wypuszczony na mocy amnestii. W międzyczasie został zwolniony z Telewizji Wrocław. Po uwolnieniu założył z Zygmuntem Gabertem spółkę „Elektronika S.J.”, którą potem przekształcili na „Egal s.c.” a następnie na „Egal sp. z o.o.”. Firma ta była w stanie wojennym i później przystanią dla osób zwolnionych za działalność konspiracyjną. Pracował tu parę lat Jan Pawłowski, Leszek Kiejno i inni. Z tej przyczyny lokal Egalu był pod obserwacją SB.
Zmarł 20 czerwca 2008 roku, pochowany na cmentarzu Starym w Radomsku.

## Odznaczenia
W 2007 roku został odznaczony Krzyżem Oficerskim Orderu Odrodzenia Polski.